# Isaac Bashevis Singer
Pour les articles homonymes, voir Singer.
Isaac Bashevis Singer (né Yitskhok-Hersh Zynger, en yiddish : יצחק באַשעװיס זינגער) est un écrivain juif polonais naturalisé américain, né en novembre 1903 à Leoncin sur le territoire polonais sous domination russe et décédé le 24 juillet 1991 à Surfside près de Miami, en Floride.
Auteur de romans en yiddish, il reçoit le prix Louis Lamed à deux reprises, puis le National Book Award en 1970 pour un ouvrage de littérature d'enfance et de jeunesse, puis en 1974 (ex æquo avec Thomas Pynchon). Il reçoit également le prix Nobel de littérature en 1978 « pour son art de conteur enthousiaste qui prend racine dans la culture et les traditions judéo-polonaises et ressuscite l'universalité de la condition humaine. ».

## Biographie
Le père d'Isaac Singer est le rabbin Pinkas Mendel Singer, descendant de Baal Chem Tov, le fondateur du hassidisme. Sa mère, Bathsheba Zylberman, est elle-même fille du rabbin de Biłgoraj. Il a une sœur et un frère aînés, Hindele Esther (née en 1891) et Joshua (né en 1893), et un jeune frère, Moishe né en 1906. Sa famille s'installe ensuite à Radzymin en 1907. Singer passe la grande majorité de son enfance dans la rue Krochmalna à Varsovie, principalement habitée par des Juifs de condition très modeste. Sa famille vit au numéro 10 de cette rue, à partir de 1908 ; il a alors quatre ans. Son père devient à la fois chef spirituel et juge en prenant la présidence d'un beth din (tribunal rabbinique) que l'auteur définit plus tard, dans une nouvelle, comme « une sorte de tribunal qui serait à la fois prétoire, synagogue, salle d'étude et bureau de psychanalyste. ». La maison des Singer est très modeste. Les habitants de la rue Krochmalna viennent demander à son père des conseils sur leurs problèmes conjugaux et les querelles familiales. C'est en résolvant ces conflits que Pinkas reçoit de l'argent pour nourrir sa famille. Le petit Isaac se cache pour écouter ces histoires. Au Tribunal de mon père (1966) et De nouveau au tribunal de mon père naîtront de ses souvenirs d'enfance.

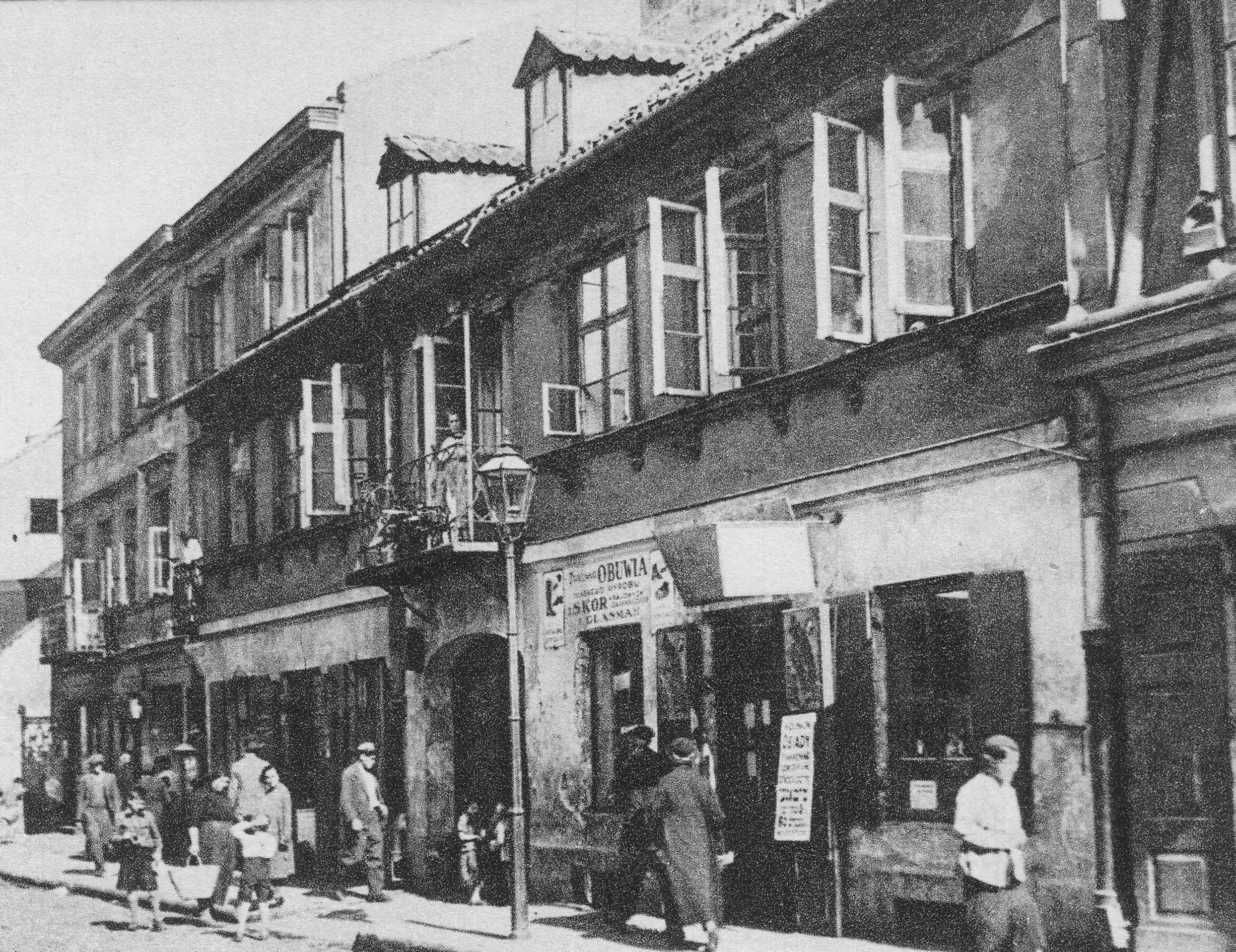
Une vue de la rue Krochmalna en 1934.

Sa sœur Hindele déteste les tâches réservées aux femmes et rêve d'étudier comme ses frères. Singer s'est probablement inspiré d'elle pour créer le personnage de sa nouvelle Yentl, il a dédié un livre à sa mémoire : La séance (1968). Hindele souffrait des nerfs et faisait des crises d'épilepsie. Une fois adulte, elle traduira Dickens et Shaw en yiddish.
L'écrivain passe son adolescence, 9 ans, à Varsovie ou dans la ville de Biłgoraj, non loin de Lublin, dans laquelle vit son grand-père. Il poursuit des études dans une école rabbinique où lui est dispensée une éducation traditionnelle et religieuse. Il y apprend l'hébreu moderne et s'intéresse aux préceptes de la kabbale.
Joshua, son frère aîné, destiné à devenir rabbin, se révolte très tôt contre la foi paternelle. En 1914, il coupe ses papillotes et quitte la maison familiale. La révolte de Joshua trouble profondément Isaac. Comme lui, tout en étudiant la Torah, il se plonge à douze ans dans la lecture de Spinoza, Gogol, Dostoïevski et Tolstoï. Joshua se met à écrire des nouvelles et Perles connaît un grand succès en 1920. Il écrit également dans la presse juive, notamment dans le Literarishe Bletter dont il devient en 1923, rédacteur en chef adjoint. Joshua introduit Isaac dans les milieux littéraires et lui obtient une place de correcteur dans ce journal. Les deux frères fréquentent le Club des écrivains de Varsovie. Sur l'exemple de son frère, Isaac abandonne le rabbinat pour se consacrer à la littérature et au journalisme. Il commence sa carrière en 1925 en publiant, sous divers pseudonymes, des nouvelles dans des revues yiddish comme Literarische Bleter et en traduisant en yiddish des romans de Knut Hamsun ou encore La Montagne magique de Thomas Mann,.
En 1929, Isaac a une liaison avec Rachel Poncz. De leur amour, naît Israël. La même année, Pinkas Singer meurt. À présent célèbre dans le milieu littéraire de Varsovie, Joshua devient le correspondant polonais du grand journal américain, le Jewish Daily Forward, et publie Yoshe le fou en 1932. Le public connaît uniquement Isaac en tant que "frère de l'écrivain Joshua Singer". Le pseudonyme d'« Isaac Bashevis Singer », qu'il finit par adopter comme seul nom de plume, lui permet de se distinguer de celui de son frère « Israel Joshua Singer ». Son premier roman La Corne du bélier (Satan in Goray), tableau du judaïsme polonais au XVIIe siècle, paraît en 1932.
Si ses ouvrages de jeunesse ont été rédigés en hébreu, il fait vite le choix d'écrire en yiddish, sa langue maternelle. Le yiddish est essentiellement oral mais son travail d'écrivain, qui en fait un inventaire et en reprend les codes et les formules idiomatiques, le transforme en témoignage précieux et en document d'une grande richesse. Plus tard, il donne au quotidien yiddish Jewish Daily Forward et à diverses revues des romans édités en feuilletons et rassemblés postérieurement en volumes dans leur traduction anglaise.
Devant l'arrivée d'Hitler au pouvoir en Allemagne et la montée du climat antisémite en Pologne, il quitte l'Europe pour les États-Unis : son frère aîné Joshua s'expatrie avec sa femme et leur fils à New York, puis, en 1935, il fait venir Isaac. Ce dernier promet à sa femme Rachel de la faire venir aux États-Unis avec Israël, leur enfant, qui a 5 ans. Cela ne se produira jamais. Rachel, alors communiste, part en URSS avec son fils. Puis leur route les mènera en Palestine.
Les premières années de Singer aux États-Unis sont difficiles. Déraciné, il éprouve des difficultés à s'adapter au mode de vie américain. À New York, les parents juifs n'enseignent plus le yiddish. Mais Singer refuse de laisser mourir sa langue. Le Messie pécheur, son premier roman publié en Amérique, est un échec. Singer vit grâce à son métier de correcteur au Forward tout en continuant à publier des nouvelles dans le même journal. En 1937, il rencontre et épouse Alma Haimann, une Juive originaire de Munich. Ce mariage durera jusqu'à sa mort. En février 1944, Joshua Singer meurt subitement d'une thrombose, et Moishe, son frère cadet, meurt en URSS, vers 1945, après avoir été déporté avec leur mère et son épouse dans le sud du Kazakhstan.
En 1943, Isaac Singer obtient la nationalité américaine et publie La Famille Moskat. Il devient très productif : il aura publié dans le Forward 121 nouvelles dont les célèbres Gimpel le naïf et La Brève journée du vendredi. Les années suivantes Singer publie des romans en feuilleton L'Oncle d'Amérique (1949-1951), Les Ombres de l'Hudson (1957), Le bateau pour l'Amérique (1958), Le magicien de Lublin (1958), L'esclave (1960), Spinoza de la rue du marché (1961) et plus tard, Le manoir (1966) et Le domaine (1969). Singer écrit exclusivement en yiddish. En 1953, Saul Bellow traduit en anglais Gimpel le naïf. La nouvelle connaît un énorme succès et touche un large public. Les œuvres de Singer sont traduites en anglais. C’est à partir de cette traduction qu’elles sont ensuite traduites dans les autres langues. Singer sait que la traduction ne met pas en valeur l'œuvre de l'écrivain. Aussi dès la Famille Moskat, il travaille avec les traducteurs. Il a surveillé chaque traduction de ses œuvres en anglais.
Durant sa carrière il publie dix-huit romans, quatorze livres pour enfants et plusieurs recueils de nouvelles. Son œuvre romanesque, extrêmement riche, puise sa matière dans la Pologne d'antan, l'histoire du peuple juif, le folklore ashkénaze, la mythologie hébraïque, l'exégèse biblique, les souvenirs d'enfance et, dans une moindre mesure, l'expérience américaine.
Isaac Bashevis Singer prolonge la tradition disparue des conteurs yiddishs. Ses récits mêlent indistinctement monde quotidien et merveilleux. L'auteur fait cohabiter la satire, dans l'observation des mœurs juives contemporaines, et le surnaturel à travers les fantômes, les démons et les esprits malins qui font de fréquentes apparitions dans ses fictions et jouent un rôle essentiel car ils permettent de ressusciter la culture hébraïque et d'imager les problèmes inhérents à la sexualité. Nombre de ses livres évoquent dans un mélange d'humour, de grotesque, de noirceur et de fantaisie narrative et verbale, la vie des Juifs polonais avant la Seconde Guerre mondiale.
Singer étend ensuite sa réflexion littéraire sur la notion de spiritualité et d'identité, faisant de l'individu juif un être en proie aux doutes, déchiré entre le respect de ses traditions et la volonté d'assouvir ses passions dans une société où il cherche à s'imposer sans jamais trouver sa place. Dans ses écrits tardifs, l'auteur outrepasse le cadre de sa communauté originelle pour évoquer les doutes et les névroses de l'homme dans le monde contemporain dont il rapproche la souffrance de celle des animaux. Dans les années 1970, Singer devient d'ailleurs un végétarien militant, et établit des liens entre le comportement humain envers le monde animal et celui des nazis durant le second conflit mondial. Dans son roman de 1966 Enemies, A Love Story (en), le personnage principal, Herman, un survivant de la Shoah, songe à la vue de la mise à mort d'animaux et de poissons que « Par leur comportement envers les créatures, tous les hommes sont des nazis ». Singer reprend ce thème en 1982 dans son histoire courte "The Letter Writer", avec cette phrase devenue célèbre : « Pour ces créatures, tous les êtres humains sont des nazis ; pour les animaux, c'est un éternel Treblinka ». L'expression « un éternel Treblinka » est reprise notamment par l'historien Charles Patterson qui en fait le titre d'un livre où il explore la violence industrialisée contre les animaux et celle infligée aux Juifs par la Shoah. La philosophe Élisabeth de Fontenay rappelle à cette occasion qu'« il ne faudrait pas oublier que beaucoup d'auteurs juifs d'après 1945 ont osé la comparaison : Adorno et Horkheimer, Derrida, Canetti, Grossman, Gary Yourofsky, entre autres, ont été obsédés par la douleur animale et par sa proximité avec la souffrance des persécutions par les nazis ».
À la fin de sa vie, Isaac Singer s'affaiblit beaucoup et souffre d'une maladie de la mémoire, un comble pour lui qui a fait de la mémoire son instrument littéraire. Il meurt en 1991 à Surfside, près de Miami, des suites d'un accident vasculaire cérébral, à l'âge de quatre-vingt-sept ans.

## Œuvre

### Romans
- La Corne du bélier (1935) La Corne du bélier, Paris, Stock, 1962 ; réédition dans une traduction révisée, Paris, Stock, 1979  (ISBN 2-234-01105-1)
- La famille Moskat (1950) La Famille Moskat, Paris, Stock, 1970 ; réédition, Paris, Stock, coll. « Le Cabinet Cospmopolite » no 32, 1978  (ISBN 2-234-00979-0) ; réédition dans une traduction révisée, Paris, Stock, 2012  (ISBN 978-2-234-05879-8) ; réédition, Paris, J'ai lu no 10844, 2014  (ISBN 978-2-290-06872-4)
- L'Oncle d'Amérique (1949-1951)
- Ombres sur l'Hudson (1957) Ombres sur l'Hudson, Paris, Mercure de France, 2000  (ISBN 2-7152-2156-8) ; réédition, Paris, Gallimard, coll. « Folio » no 3670, 2002  (ISBN 2-07-042000-0)
- Le bateau pour l'Amérique (1958)
- Le Magicien de Lublin  (1958) Le Magicien de Lublin, Paris, Stock, 1964 ; réédition dans une traduction révisée, Paris, Stock, 1983  (ISBN 2-234-01612-6) ; réédition, Paris, J'ai lu no 10101, 2012  (ISBN 978-2-290-05492-5)
- L'Esclave (1962)[13] L'Esclave, Paris, Stock, 1963 ; réédition dans une traduction révisée, Paris, Rombaldi, 1980  (ISBN 2-231-00468-2) ; réédition, Paris, Stock, coll. « Nouveau Cabinet cosmopolite », 1982  (ISBN 2-234-01584-7)
- Le Manoir (1966) Le Manoir, Paris, Stock, 1968 ; réédition dans une traduction révisée, Paris, LGF, coll. « Le Livre de poche » no 5235, 1979  (ISBN 2-253-02167-9) ; réédition, Paris, Stock, 1994  (ISBN 2-234-04297-6)
- Utzel and his Daughter  (1968)
- Le Domaine (1969) Le Domaine, Paris, Stock, 1971 ; réédition, Paris, LGF, coll. « Le Livre de poche » no 5347, 1980  (ISBN 2-253-02396-5) ; réédition, Paris, LGF, coll. « Le Livre de poche. Biblio » no 3088, 1987  (ISBN 2-253-04406-7) ; réédition dans une traduction révisée, Paris, Stock, 1991  (ISBN 2-234-02366-1)
- Joseph and Koza: or the Sacrifice to the Vistula  (1970)
- Ennemies, une histoire d'amour  (1972) Ennemies, une histoire d'amour, Paris, Stock, 1975 ; réédition dans une traduction révisée, Paris, Stock, coll. « Bibliothèque cosmopolite » 1980  (ISBN 2-234-01354-2)
- Keila la Rouge  (1977)  Keila la Rouge  traduit de l'anglais (États-Unis) par Marie-Pierre Bay et Nicolas Castelnau-Bay, Paris; Stock 2018  (ISBN 978-2-234-08126-0)
- Shosha (1978)  Shosha, Paris, Stock, coll. « Nouveau Cabinet cosmopolite », 1979  (ISBN 2-234-01014-4) ; réédition, Paris, LGF, coll. « Le Livre de poche. Biblio » no 3030, 1983  (ISBN 2-253-03204-2) ; réédition, Paris, Stock, 2007  (ISBN 978-2-234-05989-4) ; réédition, Paris, J'ai lu no 10577, 2013  (ISBN 978-2-290-08090-0)
- Histoire du Baal Shem Tov : à la source du hassidisme (1980) Histoire du Baal Shem Tov : à la source du hassidisme, Paris, Stock, 1983  (ISBN 2-234-01663-0)
- Le Pénitent (1983) Le Pénitent, Paris, Stock, coll. « Nouveau Cabinet cosmopolite », 1984  (ISBN 2-234-01736-X)
- The King of the Fields (1988)
- Le Petit Monde de la rue Krochmalna (1991) Le Petit Monde de la rue Krochmalna, Paris, Denoël, 1991  (ISBN 2-207-23885-7)
- Le Certificat (1992), publication posthume Le Certificat, Paris, Denoël, 1994  (ISBN 2-207-24110-6) ; réédition, Paris, Gallimard, coll. « Folio » no 2686, 1995  (ISBN 2-07-039276-7)
- Meshugah (1994), publication posthume Mashugah, Paris, Denoël, 1995  (ISBN 2-207-24280-3)

### Théâtre
- Teibele and Her Demon (1983)

### Recueils de nouvelles
- Gimpel der Narr und andere Erzählungen (1957) Publié en français sous le titre Gimpel le naïf, Paris, Robert Laffont, 1966 ; réédition, Paris, UGE, 10/18 no 1416, 1981  (ISBN 2-264-00343-X) ; réédition, Paris, Denoël, 1993  (ISBN 2-207-24024-X) ; réédition, Paris, Gallimard, coll. « Folio » no 2598, 1994  (ISBN 2-07-038893-X)
- Spinoza von der Marktstraße (1958) Publié en français sous le titre Nouvelles, Paris, Robert Laffont, 1966 ; réédition sous le titre Le Spinoza de la rue du Marché, Paris, Robert Laffont, coll. « Pavillons », 1978  (ISBN 2-221-00175-3) ; réédition, Paris, Denoël, 1997  (ISBN 2-207-24156-4) ; réédition, Paris, Gallimard, coll. « Folio » no 3124, 1998  (ISBN 2-07-040561-3)
- Short Friday and Other Stories (1963) Publié en français sous le titre Le Dernier Démon, Paris, Stock, 1965 ; réédition, Verviers, coll. « Bibliothèque Marabout » no 406, 1972 ; réédition, Verviers, coll. « Bibliothèque Marabout » no 900, 1979
- The Séance and Other Stories (1968) Publié en français de façon partielle avec des nouvelles tirées de A Friend of Kafka and Other Stories sous le titre Le Blasphémateur et autres nouvelles, Paris, Stock, 1973
- A Friend of Kafka and Other Stories (1970) Publié en français de façon partielle sous le titre La Coquette, suivi de Langage indécent et Sexualité en littérature, Paris, Stock, 2012  (ISBN 978-2-85197-243-9)
- The Fools of Chelm and Their History (1973) Publié en français sous le titre Les Sages de Chelm, Paris, Denoël, 1994  (ISBN 2-207-24287-0)
- A Crown of Feathers and Other Stories (1974) - National Book Award Publié en français sous le titre La Couronne de plumes, Paris, Stock, 1976 ; réédition, Paris, UGE, 10/18 no 1531  (ISBN 2-264-00494-0) ; réédition, Paris, Stock, 2009  (ISBN 978-2-234-06257-3)
- Passions and Other Stories (1975) Publié en français sous le titre Passions, Paris, Stock, 1980  (ISBN 2-234-00749-6) ; réédition, Paris, UGE, 10/18 no 1486, 1982  (ISBN 2-264-00434-7)
- Old Love (1979) Publié en français sous le titre Amour tardif, Paris, Stock, 1982  (ISBN 2-234-01521-9)
- The Collected Stories (1982) Publié en français de façon partielle sous le titre Le Beau Monsieur de Cracovie, Paris, Stock, 1985  (ISBN 2-234-01853-6)
- The Image and Other Stories (1985) Publié en français sous le titre  Le Fantôme, Paris, Stock, 1988  (ISBN 2-234-02095-6) ; réédition, Paris, Stock, coll. « La Cosmopolite », 2002  (ISBN 2-234-05463-X)
- The Death of Methuselah and Other Stories (1988) Publié en français sous le titre La Mort de Mathusalem, Paris, Stock, 1989  (ISBN 2-234-02167-7)

### Littérature d'enfance et de jeunesse
- Zlateh the Goat and Other Stories (1966) Publié en français sous le titre Une histoire de paradis et autres contes, Paris, Stock, 1967 ; réédition dans une traduction révisée sous le titre Zlateh, la chèvre : et autres contes, Paris, Stock, 1978 ; réédition, Paris, Le Livre de poche coll. « Le Livre de poche. Jeunesse » no 4, 1979  (ISBN 2-253-02335-3) ; réédition annotée et commentée, Paris, Larousse, coll. « Petits Classiques Larousse » no 223, 2014  (ISBN 978-2-03-587411-5)
- Mazel and Shlimazel (1967) Publié en français sous le titre Le Lait de la lionne, Paris, Gallimard, coll. « Enfantimages », 1980
- The Fearsome Inn (1967) Publié en français sous le titre L'Auberge de la peur, Paris, Hachette, coll. « Tapis volant », 1980  (ISBN 2-01-007053-4)
- When Shlemiel Went to Warsaw and Other Stories (1968) Publié en français sous le titre Quand Shlemiel s'en fut à Varsovie, Paris, Stock, 1983  (ISBN 2-234-01649-5) ; réédition, Paris, Seuil, 1999  (ISBN 2-02-030721-9)
- The Golem (1969) Publié en français sous le titre Histoire du Golem, Paris, Stock, 1984  (ISBN 2-234-01752-1) ; réédition sous le titre Le Golem, Paris, Seuil, 1997  (ISBN 2-02-030206-3)
- Elijah the Slave: A Hebrew Legend Retold (1970)
- Joseph and Koza: or the Sacrifice to the Vistula (1970)
- Alone in the Wild Forest (1971)
- The Topsy-Turvy Emperor of China (1971) Publié en français sous le titre Histoire du prince Ling Ling, Paris, Stock, 1979  (ISBN 2-234-01180-9)
- The Wicked City (1972)
- Why Noah Chose the Dove (1974)
- A Tale of Three Wishes (1975) Publié en français sous le titre Histoire des trois souhaits et autres contes, Paris, Seuil, 2000  (ISBN 2-02-030001-X)
- Naftali the Storyteller and His Horse, Sus (1976) Publié en français sous le titre Naftali le conteur et son cheval Sus, Paris, Stock, 1983  (ISBN 2-234-01244-9) ; réédition, Paris, Seuil, 2006  (ISBN 2-02-062953-4)
- The Power of Light - Eight Stories for Hanukkah (1980)
- Yentl the Yeshiva Boy (1983) Publié en français de façon partielle sous le titre Yentl, et autre nouvelles, Paris, Stock, 1984  (ISBN 2-234-01713-0) ; nouvelle édition sous le titre Yentl, et autres nouvelles, Paris, Stock, coll. « Bibliothèque cosmopolite », 1998  (ISBN 2-234-04935-0) ; réédition annotée et commentée, Paris, Larousse, coll. « Petits Classiques Larousse » no 180, 2012  (ISBN 978-2-03-586610-3)
- Stories for Children (1984), recueil de nouvelles Publié en français sous le titre Contes, Paris, Stock, 1985  (ISBN 2-234-01852-8)
- Shrew Todie and Lyzer the Miser and Other Children's Stories (1994), recueil de nouvelles posthume

### Écrits autobiographiques
- In My Father's Court (1967) Publié en français sous le titre Le Confessionnal, Paris, Stock, 1967 ; réédition sous le titre Au tribunal de mon père, Paris, Stock, 1990  (ISBN 2-234-02254-1) ; réédition, Paris, LGF, coll. « Le Livre de poche. Biblio » no 31542, 2009  (ISBN 978-2-253-12667-6)
- A Day of Pleasure, Stories of a Boy Growing Up In Warsaw (1969) - National Book Award, Children's Literature 1970 Publié en français sous le titre Un jour de plaisir, Paris, Stock, 1984  (ISBN 2-234-01780-7) ; réédition, Paris, Le Livre de poche coll. « Le Livre de poche. Jeunesse » no 413, 1989  (ISBN 2-01-015219-0)
- A Little Boy in Search of God (1976) Publié en français sous le titre Un jeune homme à la recherche de Dieu, suivi de Un jeune homme à la recherche de l'amour, Paris, Stock, 1981  (ISBN 2-234-01157-4)
- A Young Man in Search of Love (1978) Publié en français sous le titre Un jeune homme à la recherche de l'amour, précédé de Un jeune homme à la recherche de Dieu, Paris, Stock, 1981  (ISBN 2-234-01157-4)
- Lost in America (1981)Publié en français sous le titre Perdu en Amérique, Paris, Stock, 1983  (ISBN 2234016576)
- Love and Exile (1984)
- More Stories from My Father's Court (1999), publication posthum Publié en français sous le titre De nouveau au tribunal de mon père, Paris, Mercure de France, 2002  (ISBN 2-7152-2255-6) ; réédition, Paris, Gallimard, coll. « Folio » no 4079, 2004  (ISBN 2-07-031688-2)

### Autre publication
- The Hasidim (1973)

## Adaptations

### Au cinéma
- 1979 : Le Magicien de Lublin, film germano-israélien coécrit et réalisé par Menahem Golan, d'après le roman éponyme
- 1983 : Yentl, film américain réalisé et interprété par Barbra Streisand, d'après la nouvelle éponyme
- 1989 : Ennemies, une histoire d'amour, film américain réalisé par Paul Mazursky, avec Ron Silver, Angelica Huston et Lena Olin d'après un roman éponyme
- 1995 : Le Monde est un grand Chelm, film d'animation franco-germano-hongrois réalisé par Albert Hanan Kaminski, d'après plusieurs contes de Singer.